# Donte Jackson
Donte Jackson (* 8. November 1995 in New Orleans, Louisiana) ist ein US-amerikanischer American-Football-Spieler auf der Position des Cornerbacks. Aktuell spielt er für die Los Angeles Chargers in der National Football League (NFL).

## Frühe Jahre
Jackson wuchs in einfachen Verhältnissen in Louisiana größtenteils bei seiner Mutter auf, da sein Vater während seiner Kindheit im Gefängnis saß. Dort besuchte er auch die Riverdale High School in Jefferson, Louisiana, für die er in der Football- und Leichtathletikmannschaft aktiv war. In der Footballmannschaft wurde er sowohl in der Offense als auch in der Defense eingesetzt. Dabei konnte er in seinem dritten Jahr an der High School offensiv 20 Touchdowns erzielen, in seinem letzten Jahr konnte er hingegen in der Defense 59 Tackles verzeichnen. Insgesamt galt er als einer der besten Spieler seines Jahrgangs und wurde sogar ins US Army All-American Team berufen. Daneben war er auch als Leichtathlet äußerst erfolgreich, bereits in der Highschool galt er als einer der schnellsten Sprinter des Landes. So konnte er die Meisterschaft im Staat Louisiana im 100-Meter-Lauf sowie im 200-Meter-Lauf gewinnen.
Nach seinem Highschoolabschluss erhielt er ein Stipendium der Louisiana State University aus Baton Rouge, Louisiana, für die er von 2015 bis 2017 in der Football- und der Leichtathletikmannschaft aktiv war. Als Footballspieler kam er in insgesamt 35 Spielen zum Einsatz und konnte dabei als Defensive Back 110 Tackles, 1 Sack sowie 4 Interceptions für insgesamt 40 Yards verzeichnen. Mit seinem Team konnte er 2015 den Texas Bowl sowie 2016 den Citrus Bowl gewinnen. Außerdem wurde Jackson 2017 ins Second-Team All-SEC berufen. Daneben war er auch in der Leichtathletikmannschaft erfolgreich. So konnte er mit der 4-mal-100-Meter-Staffel der Universität den Titel in der SEC gewinnen. Insgesamt lag seine Bestzeit über 100 Meter bei 10,22 Sekunden, über 200 Meter bei 21,26 Sekunden.

## NFL
Beim NFL Draft 2018 wurde Jackson in der 2. Runde an 55. Stelle von den Carolina Panthers ausgewählt. Direkt in seinem ersten Jahr wurde er Stammspieler bei den Panthers. Sein Debüt gab er am 1. Spieltag der Saison 2018 beim 16:8-Sieg gegen die Dallas Cowboys. Dabei konnte er auch direkt 5 Tackles verzeichnen. Am 2. Spieltag bei der 24:31-Niederlage gegen die Atlanta Falcons konnte er die erste Interception seiner Karriere von Quarterback Matt Ryan fangen. Am darauffolgenden Spieltag fing er beim 31:21-Sieg gegen die Cincinnati Bengals gleich zwei Interceptions von Quarterback Andy Dalton. Den ersten und bis dato einzigen Sack seiner Karriere konnte er am 8. Spieltag beim 36:21-Sieg gegen die Baltimore Ravens an Joe Flacco verzeichnen. Am 14. Spieltag konnte er insgesamt 10 Tackles bei der 20:26-Niederlage gegen die Cleveland Browns verzeichnen, bis 2021 sein Karrierehöchstwert. Am 15. Spieltag konnte er auch das erste Mal offensive Punkte in der NFL erzielen. Beim Spiel gegen die New Orleans Saints konnte er im 4. Quarter den Versuch einer Two-Point-Conversion durch Drew Brees intercepten und diesen in die Endzone der Saints tragen, sodass er eine Defensive Two-Point-Conversion erreichte. Das Spiel endete jedoch mit einer 9:12-Niederlage der Panthers. Insgesamt konnte er in seiner Rookie-Saison in allen 16 Spielen als Starter zum Einsatz kommen und dabei 74 Tackles, einen Sack sowie vier Interceptions verzeichnen.
Auch zu Beginn der Saison 2019 blieb er Stammspieler der Panthers. Am 3. Spieltag der Saison konnte er beim 38:20-Sieg gegen die Arizona Cardinals deren Quarterback Kyler Murray zweimal intercepten. Allerdings verpasste er die folgenden drei Spiele aufgrund einer Verletzung an der Leiste, die er sich zugezogen hatte. Daraufhin kehrte er jedoch in die Stammformation der Panthers zurück. Noch während der Saison entließen die Panthers ihren Head Coach Ron Rivera. Auch unter dessen Nachfolger Matt Rhule blieb er in der Saison 2020 Stammspieler. Dabei konnte er am 3. Spieltag bei der 17:31-Niederlage gegen die Tampa Bay Buccaneers eine Interception von Tom Brady und am 4. Spieltag beim 31:21-Sieg gegen die Los Angeles Chargers eine Interception von Justin Herbert fangen, die er sogar über 66 Yards zurücktragen konnte. In der weiteren Saison hatte er jedoch erneut mit kleineren Verletzungen zu kämpfen.
Auch in die Saison 2021 startete Jackson als Starting Cornerback neben Jaycee Horn und A. J. Bouye. Am 12. Spieltag konnte er bei der 10:33-Niederlage gegen die Miami Dolphins insgesamt 11 Tackles verzeichnen, bis dato sein Karrierehöchstwert. Allerdings zog er sich am Ende der Begegnung eine Verletzung an der Leiste zu, sodass er für die restliche Saison verletzt ausfiel und auf die Injured Reserve Liste gesetzt wurde. Dennoch gelangen ihm in der Saison insgesamt zwei Interceptions, wodurch er gemeinsam mit Stephon Gilmore und Shaq Thompson die meisten bei den Panthers verzeichnen konnte.
Nach der Saison unterzeichnete er im März 2022 einen neuen Vertrag über drei weitere Jahre bei den Panthers. Er blieb auch in der folgenden Saison 2022 Stammspieler in der Defense der Panthers. Am 6. Spieltag konnte er bei der 10:24-Niederlage gegen die Los Angeles Rams eine Interception, die er von Matthew Stafford gefangen hatte, zurück in die Endzone der Rams tragen und somit den ersten Touchdown seiner Profikarriere erzielen. Beim 21:3-Sieg am folgenden 7. Spieltag konnte er 10 Tackles verzeichnen, sein Bestwert in der Saison. Es folgte eine weitere Interception bei der 34:37-Niederlage gegen die Atlanta Falcons, ehe er sich beim erneuten Spiel gegen die Falcons am 10. Spieltag die Achillessehne riss und verletzungsbedingt den Rest der Saison verpasste.
Im März 2024 gaben die Panthers Jackson und einen Sechstrundenpick im Austausch gegen Wide Receiver Diontae Johnson und einen Siebtrundenpick an die Pittsburgh Steelers ab.
Zur Saison 2025 nahmen die Los Angeles Chargers Jackson im März 2025 unter Vertrag.

## Karrierestatistiken
| Legende | Legende             |
| ------- | ------------------- |
| Fett    | Karrierehöchstwerte |

### Regular Season
| Saison                             | Team             | Spiele | Spiele  | Tackles | Tackles | Tackles | Tackles | Interceptions | Interceptions | Interceptions | Interceptions | Interceptions | Interceptions | Fumbles | Fumbles | Fumbles | Fumbles |
| Saison                             | Team             | Gesamt | Starter | Gesamt  | Solo    | Assist  | Sack    | PD            | Int           | Yards         | Avg           | Lang          | TD            | FF      | FR      | Yards   | TD      |
| ---------------------------------- | ---------------- | ------ | ------- | ------- | ------- | ------- | ------- | ------------- | ------------- | ------------- | ------------- | ------------- | ------------- | ------- | ------- | ------- | ------- |
| 2018                               | Panthers         | 16     | 16      | 74      | 63      | 11      | 1,0     | 9             | 4             | 0             | 0,0           | 0             | 0             | 1       | 0       | 0       | 0       |
| 2019                               | Panthers         | 13     | 10      | 40      | 32      | 8       | 0,0     | 8             | 3             | 25            | 8,3           | 25            | 0             | 0       | 2       | −1      | 0       |
| 2020                               | Panthers         | 14     | 13      | 34      | 22      | 12      | 0,0     | 11            | 3             | 110           | 36,7          | 66            | 0             | 0       | 0       | 0       | 0       |
| 2021                               | Panthers         | 12     | 12      | 61      | 50      | 11      | 0,0     | 10            | 2             | 21            | 10,5          | 21            | 1             | 1       | 0       | 0       | 0       |
| 2022                               | Panthers         | 9      | 9       | 35      | 32      | 3       | 0,0     | 3             | 2             | 30            | 15,0          | 30            | 0             | 0       | 0       | 0       | 0       |
| 2023                               | Panthers         | 16     | 16      | 59      | 49      | 10      | 0,0     | 5             | 0             | 0             | 0             | 0             | 0             | 1       | 0       | 0       | 0       |
| 2024                               | Steelers         | 15     | 15      | 38      | 28      | 10      | 0,0     | 8             | 5             | 88            | 17,6          | 49            | 0             | 0       | 1       | −1      | 0       |
| Gesamte Karriere                   | Gesamte Karriere | 95     | 91      | 341     | 276     | 65      | 1,0     | 54            | 19            | 274           | 14,4          | 66            | 1             | 3       | 3       | −2      | 0       |
| Quelle: pro-football-reference.com |                  |        |         |         |         |         |         |               |               |               |               |               |               |         |         |         |         |